# Jim Rice
James Edward "Jim" Rice (nascido em Anderson, Carolina do Sul, em 8 de março de 1953) foi um jogador profissional de beisebol.
Ele jogou durante toda a sua carreira no Boston Red Sox. Neste período alcançou 382 home runs, 2452 rebatidas válidas e ainda teve 1451 corridas impulsionadas. 

## Carreira no beisebol
Jim Rice tinha 21 anos de idade quando entrou para as Grandes Ligas de Beisebol. Ele passou a integrar a equipe do Boston Red Sox no dia 19 de agosto de 1974.  

## Honras

### Premiações
- 8× All-Star (1977, 1978, 1979, 1980, 1983, 1984, 1985 e 1986)
- 2× Vencedor do luva de prata (1983 e 1984)
- MVP da Liga Americana em 1978
- Camisa número #14 aposentada pelo Boston Red Sox